# Babette de Rozières
Pour les articles homonymes, voir Rozières (homonymie).
Élisabeth de Rozières, dite Babette de Rozières, née le 27 mai 1947 à Pointe-à-Pitre (Guadeloupe), est une chef cuisinière, animatrice de télévision, speakerine et femme politique française.
Depuis 2015, elle est conseillère régionale d'Île-de-France. Son engagement politique l'a vu soutenir, tour à tour Anne Hidalgo, Valérie Pécresse, puis Éric Ciotti .

## Biographie

### Origines familiales et vie privée
Élisabeth Hildebert de Rozières naît le 27 mai 1947.
Elle est issue d'une famille de commerçants, dont un grand-père est boucher et tripier à Pointe-à-Pitre.
Elle est mariée à Claude Butin, magistrat,.

### Parcours professionnel
Babette de Rozières entame sa carrière audiovisuelle en devenant scripte pour les émissions de Maritie et Gilbert Carpentier, présentatrice en Guadeloupe, et assistante de production à l'Office de radiodiffusion télévision française. À la suite du démantèlement de l'ORTF, elle se tourne vers une carrière culinaire et ouvre son premier restaurant, composé d'un bar et deux tables en 1978, non loin des Folies Bergère.
Elle ouvre ensuite la Plage des Palmiers à Saint-Tropez, où elle ne restera que moins d'un an, puis Le Jardin des gourmets et Le Jardinet à Gosier, Le Clos d'Arbaud et La Petite Rhumerie à Basse-Terre en Guadeloupe. Babette de Rozières vend ses quatre restaurants guadeloupéens pour ouvrir La Villa créole à Paris ainsi que La Table de Babette en 1993 à Poissy dans les Yvelines, qu'elle vend en 2005 à la suite d'un incendie.
De 1987 à 1990, elle fait partie des invités de l'émission culinaire hebdomadaire Quand c'est bon ?... Il n'y a pas meilleur !, diffusée sur FR3 et animée par François Roboth. Puis elle anime des émissions culinaires dont Les P'tits Secrets de Babette pour France 3 en 1990, des chroniques avec Sophie Davant dans l'émission C'est au programme et Télématin sur France 2, C'est mieux le matin sur France 3, et pendant trois ans La Cuisine de Babette sur Gourmet TV, la chaîne de Joël Robuchon.
En 2005, elle rachète Le Jamin, restaurant créé par Joël Robuchon, puis le revend en 2009. Elle ouvre un restaurant à Paris sous le même nom que celui de Poissy et a pour projet de franchiser La Table de Babette à Dubaï, Las Vegas et Tanger.
À partir de 2005, elle anime son émission Les Ptits plats de Babette tous les jours sur France Ô.
En 2009  elle tourne le pilote de son  émission hebdomadaire, le Babette show.
En 2009 elle est appelée par le producteur Pierre Antoine CAPTON  pour préparer le dîner interview tous les soirs dans : " C A VOUS  " l'émission sur France 5
En 2011, elle ouvre le restaurant La case de Babette à Maule (Yvelines). À la fin de l'année 2015, alors que deux anciens salariés font appel aux prud'hommes contre le restaurant, Babette de Rozières se défend de n'être « ni la propriétaire, ni la gérante, ni une salariée » et de seulement prêter son image au restaurant
En 2013 elle crée sa marque de plats cuisinés BIO pour les grandes surfaces avec l'entreprise SENFAS à Saint-Privat dès vieux pres d'Alès 1er du Bio en France .
En 2015 elle fut appelée par Ben ki Moun pour réaliser le repas  d'anniversaire des 70 ans de  l'ONU en presence  de 300 personnalités et chefs d'Etats du monde entier 
En 2016, elle anime À l'aide Babette, une émission culinaire sur France Ô.
Du 1er Mars 2017 au 1er Mars 2019  elle est  chef à bord d' AIR FRANCE . Air France a confié à la célèbre Cheffe  la réalisation de ses menus  en Business et Premium economy 
En 2021 elle est chroniqueuse dans les vraies voix à sud radio avec Philippe Bilger sous la direction de Patrick Roger
Depuis le 4 mars 2023, elle anime le Libre journal de la Gastronomie et du Bien-être sur Radio Courtoisie, chaque dimanche matin de 10 h 30 à midi avec la comédienne Katia Tchenko, Claude Butin et Eléonore Tchenko. Les animateurs mettent « les pieds dans le plat » à propos d'une viande ou d'un légume : en en décrivant l'origine, la production et les utilisations alimentaires ainsi que les bienfaits nutritionnels et cosmétiques sinon vestimentaires. Babette de Rozieres propose enfin une recette réalisée en pseudo-direct.
Le 30 Mars 2023, l'association du rayonnement Français a célébré les talents qui font briller la France à travers le monde lors de la cérémonie du grand prix du rayonnement Français sous le haut patronage du President de la République. Babette de Rozieres grande cheffe de cuisine dont le travail a été honoré par le prix du rayonnement gastronomique remis par Yves Bigot président de TV5 Monde et de la federation des Alliances Françaises 
Le 27 avril 2023, elle sort son essai La face cachée de la politique en Île-de-France.
Le 24 juillet 2024, elle annonce son départ de Radio Courtoisie pour d’autres engagements professionnels et politiques en outre mer.

### Engagement politique
En octobre 2013, elle refuse la Légion d'honneur que souhaitait lui remettre Sylvia Pinel, la ministre de l'Artisanat et du Commerce : elle dénonce une forme de mépris de la part du ministère à son encontre et réclame la reconnaissance officielle de la cuisine créole.
Lors des élections municipales de 2014 à Paris, elle soutient la candidate PS Anne Hidalgo et lors des élections régionales de 2015 en Île-de-France, la candidate Les Républicains de sa famille politique Valérie Pécresse. Elle figure sur la liste de cette dernière, à la 5e place dans le département des Yvelines. Elle est alors élue conseillère régionale et devient également déléguée spéciale de la région à la Cité de la gastronomie.
Elle est investie par Les Républicains le 21 juin 2016 pour les élections législatives de 2017 dans la 17e circonscription de Paris. Elle est éliminée dès le premier tour, obtenant 6,53 % des suffrages exprimés. Le 1er juin 2018, elle est déclarée inéligible pour un an par le Conseil constitutionnel, pour avoir lors de cette campagne utilisé deux comptes bancaires au lieu du seul prévu par la loi.
Le 5 juillet 2021, le ministre des Outre-Mer, Sébastien Lecornu, la charge d'une mission  ministérielle  visant à la préservation et à la promotion des patrimoines culinaires des Outre-mer. L'objectif est alors de « dresser un état des lieux, jamais réalisé jusqu’à présent, de toutes les cuisines des Outre-mer et de mettre le patrimoine culturel ultramarin à l’honneur ». Elle remet son rapport au ministre le 21 février 2022. Ce dernier propose notamment des réformes en matière de formation professionnelle des apprentis cuisiniers ou de mode de consommation locale.
Lors de l'élection présidentielle d'avril 2022, elle apporte d'abord son soutien à Valérie Pécresse (LR) en intégrant son équipe de campagne, en qualité d'oratrice régionale pour l'île-de-France. Le 8 mars 2022, elle annonce à la télé, sur CNews, retirer son soutien à la candidate : « Quand Valérie s’est lancée dans la campagne, je lui ai dit qu’il fallait qu’elle fasse une vraie politique pour les Outre-mer. Mais elle affiche un certain mépris pour l’Outre-mer et ça ne peut pas passer. […] Après mûres réflexions, j’ai estimé quitter la campagne présidentielle hors sol de Valérie Pécresse. Cette campagne n’a malheureusement pas de densité humaine, pas de chair, pas de conviction. ». Elle se retire de l'organigramme en critiquant vivement le directeur de campagne Patrick Stefanini, qu'elle qualifie de « complètement nul ».
Elle se présente aux élections législatives de 2022, revendiquant son soutien à Emmanuel Macron mais sans avoir reçu l'investiture de la majorité présidentielle pour « faire barrage » à la candidate LR parachutée dans la 9e circonscription des Yvelines ; elle obtient 2,91% des suffrages exprimés.
Aux élections législatives de 2024, elle est candidate de l'alliance des Républicains à droite (renommé par la suite UDR) avec le Rassemblement national dans la septième circonscription des Yvelines,. Elle perd cette élection à l'issue du deuxième tour en récoltant 27,9% des suffrages exprimés face à l'ex-ministre de la santé Aurélien Rousseau.
Le 18 février 2025, déléguée nationale UDR chargée des questions régionales et référente du département des Yvelines, elle quitte l'UDR, dénonçant, selon elle, le laxisme de l'équipe dirigeante du parti et un mépris pour la France d'outre-mer : « Quand on manque de respect à l'Outre Mer, ça ne va plus ».

## Synthèse des résultats électoraux

### Élections législatives
| Année | Parti | Parti    | Circonscription | 1er tour | 1er tour | 1er tour | 2d tour | 2d tour | 2d tour | Issue  |
| Année | Parti | Parti    | Circonscription | Voix     | %        | Rang     | Voix    | %       | Rang    | Issue  |
| ----- | ----- | -------- | --------------- | -------- | -------- | -------- | ------- | ------- | ------- | ------ |
| 2017  |       | LR       | 17e de Paris    | 1 722    | 6,53     | 6e       |         |         |         | Battue |
| 2022  |       | LR diss. | 9e des Yvelines | 1 246    | 2,91     | 7e       |         |         |         | Battue |
| 2024  |       | RAD      | 7e des Yvelines | 13 987   | 25,79    | 3e       | 15 004  | 27,91   | 3e      | Battue |

## Récompenses et distinctions
- Médaille du tourisme, échelon argent en janvier 1992[4]
- médaille du mérite agricole 2001[38]
- Gourmand Awards : meilleur livre Cuisine et Télévision pour Les P'tits Plats de Babette à la télé (Didier Carpentier) en 2007
- grand prix du rayonnement Français pour son parcours et la gastronomie 2023[38],[39].